# Leonard Andrzejewski

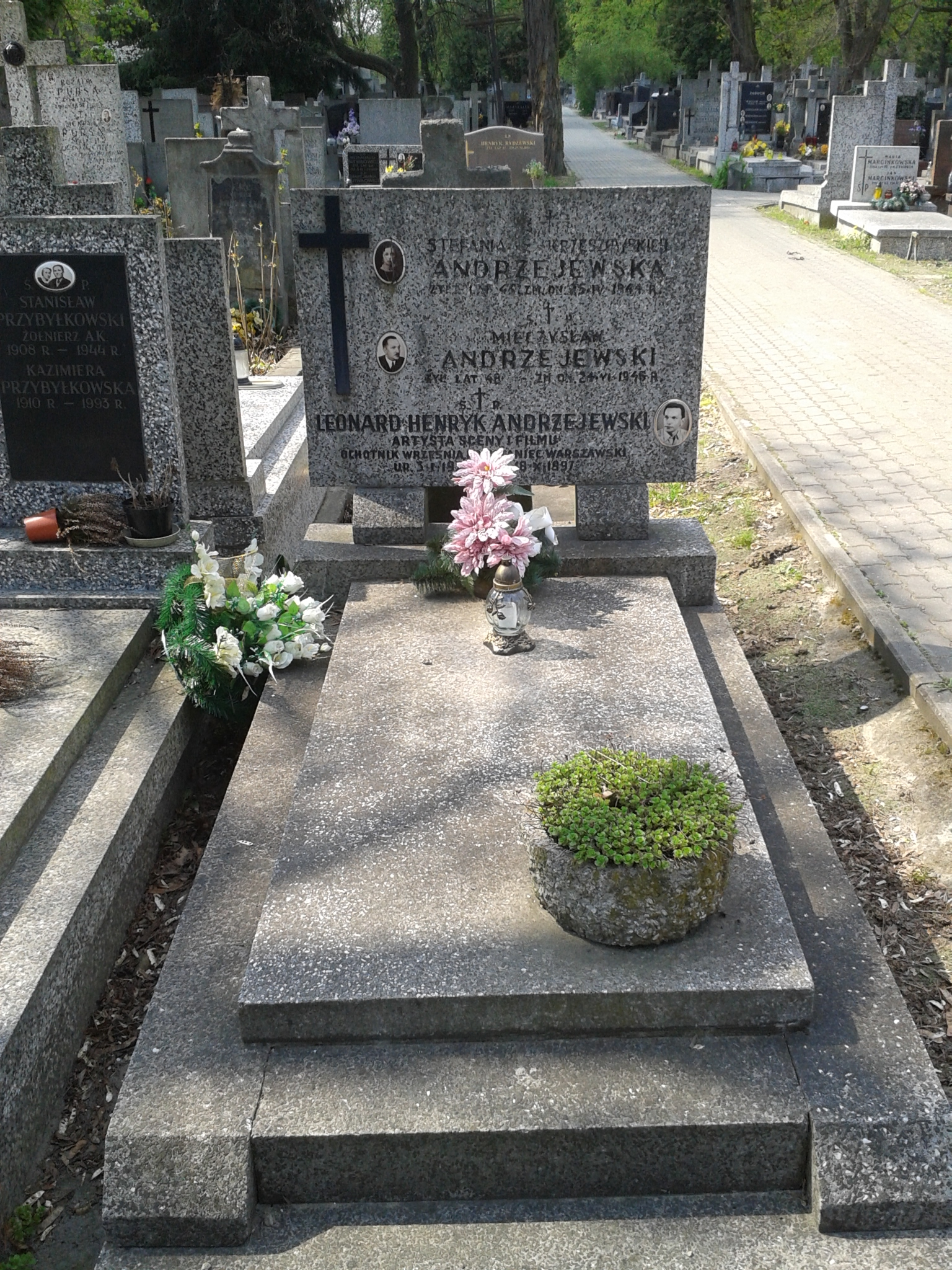
Grobowiec Leonarda Andrzejewskiego na cmentarzu Bródnowskim w Warszawie

Leonard Henryk Andrzejewski (ur. 3 stycznia 1924 w Warszawie, zm. 18 października 1997 tamże) – polski aktor filmowy, teatralny i telewizyjny; także asystent reżysera teatralnego. Założyciel, prowadzonego wraz z żoną Lucyną, Robotniczego Studia Teatralnego (1961) przy Teatrze Ludowym, późniejszym Teatrze Nowym.
Pochowany na cmentarzu Bródnowskim (kw. 26D, rząd I, grób 32).

## Teatr
Występował kolejno w następujących teatrach: Teatr Domu Wojska Polskiego (Warszawa, 1949–1952), Teatry Dramatyczne (Szczecin, 1952–1955), Teatr im. Jaracza (Łódź, 1955–1961), Praski Teatr Ludowy (Warszawa, 1961–1966), Teatr Ludowy (Warszawa, 1966–1975), Teatr Nowy (Warszawa, 1975–1991). Miał możliwość współpracy z takimi reżyserami, jak np.: Jerzy Antczak, Aleksander Bardini, Karol Borowski, Jan Bratkowski, Emil Chaberski, Mariusz Dmochowski, Feliks Falk, Aleksander Fogiel, Adam Hanuszkiewicz, Roman Kłosowski, Eugeniusz Korin, Leon Schiller, Józef Wyszomirski, Feliks Żukowski.

### Spektakle teatralne
Objazdowy Teatr Dramatyczny Domu Wojska Polskiego, Warszawa
- 1949 Matka jako robotnik (reż. E. Chaberski)

Teatr Domu Wojska Polskiego, Warszawa
- 1949 Za tych, co na morzu jako Bojko (reż. Łazarz Kobryński)
- 1951 Ludzie dobrej woli (reż. Józef Wyszomirski)
- 1951 Wzgórze 35 jako Kazimierz Krzysztofiak (reż. J. Wyszomirski)
- 1951 Jedyna droga jako I Saper Radziecki (reż. L. Schiller)
- 1952 Tajna wojna Szibanow (reż. Ł. Kobryński, J. Nowacki)

Teatry Dramatyczne (obecnie Teatr Polski), Szczecin
Role
- 1953 Zwycięstwo jako Zygmunt Dembek (reż. A. Fogiel)
- 1953 Pan Teodor Zrzęda jako Mikołajek (reż. Broniław Kassowski)

Asystent reżysera
- 1953 Zwycięstwo (reż. E. Chaberski)

Teatry Dramatyczne (obecnie Teatr Współczesny) Szczecin
Role
- 1953 Za tych, co na morzu! jako porucznik Rekało (reż. E. Chaberski)
- 1955 Wilhelm Tell jako Arnold Melchtal (reż. E. Chaberski)

Asystent reżysera
- 1953 Za tych, co na morzu! (reż. E. Chaberski)
- 1954 Na południe od 38 równoleżnika (reż. E. Chaberski)
- 1954 Imieniny pana dyrektora (reż. E. Chaberski)
- 1955 Wilhelm Tell (reż. E. Chaberski)

Teatr im. S. Jaracza, Łódź
- 1957 Opera żebracza jako pan Kozula (reż. Czesław Staszewski)
- 1958 Król Henryk IV jako Owen Glendower (reż. A. Bardini)
- 1958 Wesele jako Upiór (reż. Stefania Domańska)
- 1958 Majątek albo imię (reż. K. Borowski)
- 1959 Książę i żebrak jako ojciec Andrzej; Włóczęga I (reż. Stanisław Cegielski)
- 1959 Uciekła mi przepióreczka jako Małowieski (reż. K. Borowski)
- 1959 Wojna i pokój jako Karatajew (reż. K. Borowski, Jerzy Walden)
- 1959 Świętoszek zmyślony jako Obłudnicki (reż. K. Borowski, S. Łapicki)
- 1959 Świerszcz za kominem jako Prolog (reż. K. Borowski, K. Łaszewski)
- 1960 Bunt na okręcie „Caine” jako komandor Southard (reż. J. Walden)
- 1960 Kordian jako Dozorca w James Park (reż. Jerzy Rakowiecki)
- 1960 O sierotce Marysi... jako Duch Gór (reż. Janusz Mazanek)
- 1960 Strach i nędza III Rzeszy jako mąż (reż. F. Żukowski)
- 1961 Żywy trup jako Iwan Makarowicz (reż. Maria Wiercińska)
- 1961 Krakowiacy i Górale jako Bryndas (reż. F. Żukowski)
- 1961 Ondyna jako II Sędzia (reż. Maryna Broniewska)

Praski Teatr Ludowy, Warszawa
- 1961 Nowy Don Kiszot jako Kmotr (reż. J. Rakowiecki)
- 1962 Igraszki z diabłem jako Karborund (reż. Czesław Szpakowicz)
- 1962 Stracone zachody miłości jako Łepak (reż. J. Rakowiecki)
- 1963 Przygody dobrego wojaka Szwejka jako psychiatra; Dr Grunstein (reż. Jan Bratkowski)
- 1965 Krotochwile miłosne jako Odżywołek; Pijak (reż. J. Rakowiecki)
- 1965 Niedopasowani jako Apasz; Niedopasowany (reż. J. Rakowiecki)
- 1966 Kamienny świat jako Więzień (reż. R. Kłosowski)
- 1966 Gwałtu, co się dzieje! jako Tobiasz (reż. J. Rakowiecki)

Teatr Ludowy, Warszawa
Role
- 1966 Skazaniec jako Więzień D (reż. J. Bratkowski)
- 1967 Opera za trzy grosze jako Jonatan Jeremiasz Peachum (reż. J. Rakowiecki)
- 1967 Droga przez mękę jako Lowka (reż. J. Rakowiecki)
- 1968 Fanszetka z szałamają jako żołnierz policyjny (reż. J. Rakowiecki)
- 1968 Rewizor jako Rastakowski (reż. J. Bratkowski)
- 1969 Poskromienie złośnicy jako Krawiec (reż. J. Rakowiecki))
- 1969 Henryk VI na łowach jako gajowy (reż. Lech Wojciechowski)
- 1969 Ucieczka z wielkich bulwarów jako Błękitny I (reż. Jan Kulczyński)
- 1970 Kaukaskie kredowe koło jako Petent VI; Goniec II (reż. Piotr Piaskowski)
- 1971 Śniadanie u Desdemony jako strażnik (reż. Piotr Pawłowski)
- 1972 Pan Jowialski jako Lokaj (reż. J. Kulczyński)
- 1973 Bezimienne dzieło jako III Mieduwalszczyk, Major Dejbel, I Oczekujący na zbrodniarkę, Adiutant Cyngi (reż. J. Kulczyński)
- 1974 Izkahar król Guaxary jako Siódmy Amerykanin (reż. J. Kulczyński)
- 1974 Wariatka z Chaillot Prezes (reż. L. Wojciechowski)

Asystent reżysera
- 1966 Skazaniec (reż. J. Bratkowski)

Teatr Nowy, Warszawa
- 1975 O księżniczce Bladoliczce... jako król Mięsojad X (reż. L. Wojciechowski)
- 1975 Misja jako Botylda (reż. M. Dmochowski)
- 1975 Zapomnieć o Herostratesie jako Mieszkaniec Efezu (reż. M. Dmochowski)
- 1975 Sąd nieostateczny jako Altdorfer (reż. Wojciech Zeidler)
- 1977 Po tamtej stronie radości (reż. Zygmunt Listkiewicz)
- 1977 Burza (sztuka Aleksandra Ostrowskiego; reż. Stanisław Brejdygant)
- 1978 Senat szaleńców jako Don Diego (reż. Tadeusz Wiśniewski)
- 1978 Horsztyński jako Sługa (reż. M. Dmochowski)
- 1980 Żywy trup jako Iwan Makarowicz (reż. W. Zeidler)
- 1980 Kaprysy Marianny jako Malwolio (reż. S. Brejdygant)
- 1980 Wielki człowiek do małych interesów jako Marcin (reż. M. Dmochowski)
- 1981 A deszcz wciąż pada jako Brzoza (reż. M. Dmochowski)
- 1981 Tysiąc franków nagrody jako kamerdyner barona (reż. Bogusław Jasiński)
- 1981 Ojciec jako Svard (reż. Bohdan Michalik)
- 1982 Klub kawalerów jako kelner Antoni (reż. M. Dmochowski)
- 1982 Kot w butach jako Drabat (reż. M. Dmochowski)[1]
- 1983, 1986 Mroki jako kapitan Brown (reż. Bohdan Cybulski)
- 1983 Don Juan (Moliera) jako służący Don Juana (reż. B. Cybulski)
- 1984 Perykles władca Tyru jako rybak I (reż. B. Cybulski)
- 1985 O dwóch takich, co ukradli księżyc jako Krwawa Kiszka; Dworzak II (reż. Wojciech Pokora)
- 1985 Rzeźnia jako woźny (reż. B. Cybulski)
- 1985 Dr Guillotin jako Legendre (reż. E. Korin)
- 1986 Kordian jako Grzegorz; dozorca szpitala (reż. B. Cybulski)
- 1988 O wojnę powszechną... jako lekarz (reż. B. Cybulski)
- 1988 Niebieski ptak jako Czas (reż. Zdzisław Wardejn)
- 1989 Faust jako Stary Wieśniak (reż. B. Cybulski)
- 1989 Kto jest kto (rosyjskie jednoaktówki) jako Arcykapłan;Pierre d’aurebours reż. Jan Różewicz)
- 1990 Zapolska Zapolska jako agent pogrzebowy (reż. A. Hanuszkiewicz)

#### Teatr Telewizji
- 1965 Dni Turbinych jako oficer (reż. J. Antczak)
- 1970 Pierwszy interesant (reż. J. Antczak)
- 1970 Balladyna (reż. Ewa Petelska, Czesław Petelski)
- 1977 Turoń jako Chłop II (reż. J. Kulczyński)
- 1983 Święty eksperyment jako Barrigua (reż. Andrzej Chrzanowski)
- 1993 Mamut (reż. F. Falk)

## Filmografia
- Kapelusz pana Anatola (1957) jako mężczyzna z kapeluszem
- Wolne miasto (1958) jako Niemiec w barze
- Miasteczko (1958) jako Kasprzak
- Faraon (1966) jako Tehenna
- Marysia i Napoleon  (1966)
- Kontrybucja (1966) jako „Lekarz"
- Fatalista  (1967)
- Cyrograf dojrzałości (1967) jako pan Wicek, sprzedawca piwa na dworcu
- Dancing w kwaterze Hitlera (1968) jako kelner
- Co jest w człowieku w środku  (1969)
- Pan Wołodyjowski (1969) jako Halim, sługa Azji
- Przygody pana Michała (1969) jako Halim, sługa Azji
- Jak rozpętałem drugą wojnę światową (1969) jako żołnierz Legii Cudzoziemskiej
- Martwa fala (1970) jako mechanik
- Epilog Norymberski  (1970)
- Szkice warszawskie (1970) jako Tramwajarz
- Album polski (1970) jako Stanisław Koliński „Sęp”, przywódca oddziału NSZ
- Nie lubię poniedziałku (1971) jako Miecio
- Nos (1971)
- Chłopi (1972) jako strażnik w więzieniu
- Kopernik (1972) jako Rycerz z Dobrego Miasta
- Kopernik (1972) jako Rycerz z Dobrego Miasta (odc. 2)
- Droga (1973) jako milicjant drogówki, znajomy Marianka
- Potop (1974) jako Aga
- Wiosna panie sierżancie (1974) jako przewoźnik Wiktor
- Zapis zbrodni (1974) jako milicjant aresztujący morderców w pociągu
- Dyrektorzy (1975) jako robotnik z butelką wódki
- Dziewczyna i chłopak (1977) jako gajowy (odc. 4-6)
- Koty to dranie (1978)
- Wśród nocnej ciszy (1978) jako niemiecki marynarz
- Dom (1980–2000) jako Lermaszewski
- Archiv des Todes  (1980)
- Człowiek z żelaza (1981) jako SB-ek na cmentarzu na pogrzebie Birkuta
- Najdłuższa wojna nowoczesnej Europy (1981) jako mężczyzna pożyczający książki od Stefańskiego (odc. 7)
- Miłość ci wszystko wybaczy (1981) jako Grabarz na pogrzebie matki Hanki
- Wojna światów – następne stulecie (1981) jako Pielęgniarz w noclegowni
- Punkty za pochodzenie (1982) jako Sobanski
- Zmartwychwstanie Jana Wióro  (1982)
- Alternatywy 4 (1983) reż. Stanisław Bareja) odcinek 4 Profesjonaliści jako glazurnik układający płytki profesorowi Dąb Rozwadowskiemu
- Haracz szarego dnia (1983) jako Heller
- Pobyt (Aufenthalt, Der, 1983) jako żołnierz
- Katastrofa w Gibraltarze (1983) jako generał francuski w drodze do Rumunii, we wrześniu 1939 r.
- Czas dojrzewania (1984) jako dozorca
- Pan na Żuławach (1984) jako Leon Polesiak (odc. 1)
- C.K. Dezerterzy (1985) jako sierżant dyżurny
- Kim jest ten człowiek (1985) jako Współwięzień Iwińskiego
- …jestem przeciw (1985) jako Dozorca
- Chrześniak (1985) jako pracownik PGR
- Tulipan (1986) jako Taksówkarz Zdzisio
- Zmiennicy (1986) jako Uczestnik licytacji w WPT
- Krótki film o zabijaniu  (1987)
- Rzeka kłamstwa  (1987) jako stróż w browarze Bydałka
- Ballada o Januszku (1987) jako Wlazło
- Warszawskie gołębie (1988) jako sąsiad Kaczmarskiego
- Kogel-mogel (1988) jako chłop
- Galimatias, czyli kogel-mogel II (1989) jako chłop, wiezie babkę Wolańską wozem konnym
- Modrzejewska (1989) jako furman, członek grupy Łobojki
- Janka (1989) jako gospodarz (odc. 8)
- Odbicia (1989) jako mężczyzna na przyjęciu u Szcześniaków (odc. 5)
- Superwizja (1990) jako staruszek handlujący narkotykami
- Rozmowy kontrolowane (1991) jako generał w TV
- Kuchnia Polska (1992) jako portier w akademiku (odc. 3)
- Bank nie z tej ziemi (1993–1994) jako Przemawiający robotnik w zakładach zbrojeniowych w Rylcu
- Wirus (1996) jako strażnik policyjnego parkingu
- Pułapka (1997) jako mężczyzna przy barze

### Polski dubbing
- 1976: Ja, Klaudiusz jako Warron

## Nagrody i odznaczenia
- 1953 – III nagroda w kategorii zawodowców w I Ogólnopolskim Konkursie Recytatorów
- 1955 – Medal 10-lecia PRL
- 1977 – Zasłużony Działacz Kultury